# Aptilotus luteoscapus
Aptilotus luteoscapus är en tvåvingeart som beskrevs av Marshall 1983. Aptilotus luteoscapus ingår i släktet Aptilotus och familjen hoppflugor. Inga underarter finns listade i Catalogue of Life.